# Hogewoerdsbinnenpoort

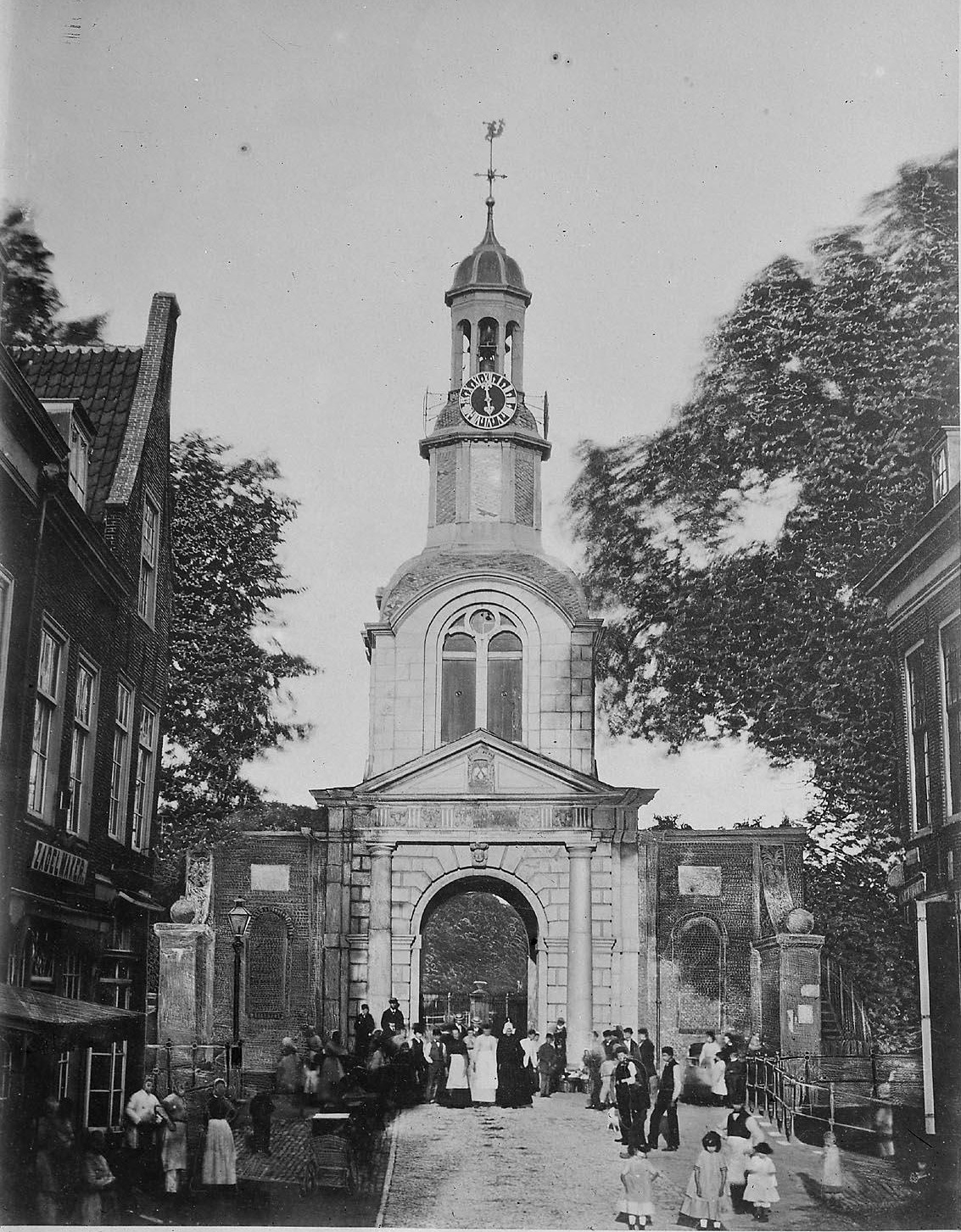
Foto van de poort genomen voor 1876.

De Hogewoerdsbinnenpoort is een voormalige stadspoort in de Nederlandse stad Leiden. Deze stadspoort bevond zich ten westen van de Hogewoerdsbuitenpoort. De poort werd in 1669 gebouwd op de plaats van de tijdelijke oplossing, twee kolommen met deuren ertussen, uit 1659. In 1876 werd de poort afgebroken.